# دانيال بارتليت ستيفنز
دانيال بارتليت ستيفنز (بالإنجليزية: Daniel Bartlett Stevens)‏ هو سياسي أمريكي، ولد في 24 يناير 1837، وتوفي في 3 فبراير 1924. حزبياً، نشط في الحزب الجمهوري. وقد انتخب عضو جمعية ولاية ويسكونسن.